# Fanden i nøtten
Fanden i nøtten är en norsk animerad stumfilm från 1917 i regi av Ola Cornelius. Filmen fotades av Hans Berge och animerades av Cornelius, Eyvin Ovrum och Marie Walle. Filmens engelska titel är The Devil in the Nut.